# 円山動物園白クマラーメン
円山動物園白クマラーメン（まるやまどうぶつえんしろクマラーメン、英語：Maruyama Zoo Shirokuma Solt Noodle）とは、北海道札幌市の円山動物園などで販売されるご当地ラーメンのインスタントラーメンである。商品名は「札幌円山動物園ラーメン【しお味】」である。「白クマラーメン」、「白クマ塩ラーメン」、又は「円山動物園ラーメン」などとも称される。
白クマラーメンは、食品商品企画のノースユナイテッド社が企画し、即席めん製造の藤原製麺が開発・生産を行い、パッケージデザインはパル・コーポレーションが手がけた円山動物園の公式デザインである。2010年8月3日から販売が開始された。スーパーなどに販路を拡大したことで販売数を伸ばし、2011年にテレビ番組で評価され、また、タレントのマツコ・デラックスが番組内で絶賛し、インスタントラーメン評論家の大山即席斎（そくせきさい）に紹介されるなどして、翌月には売り上げが10倍になるなど、月産10万食を販売するようになり、販売開始から3年めの2013年3月の一か月間で約100万食を販売するミリオンセラーを記録した。
藤原製麺は2013年1月に生産ラインの拡大を発表している。
製麺は、生麺を48時間かけて乾燥させている。また、麺の製法に特殊な技法を用いおり、ゆでた際にでんぷん質が湯に溶け出す心配が無いという。また、スープの味は白いパッケージのほうは塩味であり、ピンクのパッケージがしょうゆ味である。どちらのパッケージも円山動物園で育ったホッキョクグマ・「ピリカ」の顔をイメージしている。『日経デザイン』2013年5月号によれば、「この大胆かつ簡潔なパッケージが誕生したのは、もともと動物園の土産物として企画したため」と報道している。また、ピンクのパッケージは、2013年にホッキョクグマの「ララ」の双子の出産を記念して企画されたもので、白とピンクで紅白まんじゅうをイメージし、祝いの意味を込めているという。
この商品はコーズブランド（寄付付き商品）であり、売り上げの一部（1袋につき3円）が円山動物園に寄付される。ノースユナイテッド社は売り上げに応じて寄付し、また、2012年11月には札幌市から「円山動物園の認知向上・運営・発展に貢献した」として感謝状を得た。